# Jawhar Mnari
Jawhar Mnari (ur. 8 listopada 1976 w Monastyrze) – tunezyjski piłkarz występujący na pozycji pomocnika, reprezentant Tunezji, w sezonie 2006/2007 zawodnik klubu niemieckiej 1. Bundesligi 1. FC Nürnberg.

## Kariera klubowa
Mnari rozpoczynał swoją karierę klubową w Tunezji, gdzie od 2001 występował w czołowej drużynie tamtejszej 1. ligi Espérance Tunis. W 2004 wywalczył z tym klubem mistrzostwo Tunezji, zaś rok później przeniósł się do niemieckiego 1. FC Nürnberg, dla którego rozegrał w sezonie 2005/2006 23 mecze w Bundeslidze i zdobył 1 bramkę.

## Kariera reprezentacyjna
Jawhar Mnari zadebiutował w reprezentacji Tunezji 12 sierpnia 2002 roku w meczu przeciwko Francji. W 2004 zdobył z drużyną Rogera Lemerre'a mistrzostwo Afryki, wygrywając turniej o Puchar Narodów Afryki rozgrywany w Tunezji. W 2006 natomiast został powołany na Mistrzostwa Świata, na których zadebiutował w pierwszym meczu grupowym z Arabią Saudyjską, zaś w drugim meczu z Hiszpanią, przegranym 1:3, zdobył bramkę. Do tej pory rozegrał dla drużyny narodowej 37 meczów i zdobył 4 gole.